# 楊挺高
楊挺高（1506年—1584年），字叔謙，號微斋，山東兖州府金鄉縣民籍江西崇仁縣人，明朝政治人物。

## 生平
嘉靖十九年（1540年）庚子科山東鄉試第七十五名舉人。嘉靖二十年（1541年）中式辛丑科會試第二百六十八名，登第三甲第一百七十七名進士。初授浙江海宁县知县，有廉名。後補平湖縣，在任三年，擢升主事，歷南工部郎中，出为凤翔府知府。歷任陕西按察使、河南右布政使、山西右布政使，隆慶二年（1568年）正月升河南左布政使，五年正月以年老致仕。

## 家族
曾祖楊春，縣主簿；祖父楊璡；父楊魁，訓導。嫡母唐氏；生母呂氏。具庆下。